# Чотириголовий м'яз стегна
Чотириголовий м'яз стегна або квадри́цепс стегна (лат. musculus quadriceps femoris) обіймає всю передню і частково бічну поверхню стегна. Розгинає ногу в колінному суглобі. Складається з чотирьох голівок (окремих м'язів).

## Розміщення
Прямий м'яз стегна — починається від нижньої передньої клубової ості, надвертлюжної борозни; присередній (медіальний) широкий м'яз стегна — бере початок від медіальної губи шорсткої лінії стегна; бічний (латеральний) широкий м'яз стегна — починається від великого вертлюга, міжвертлюжної лінії і латеральної губи широкої лінії стегна; проміжний широкий м'яз стегна — починається від міжвертлюжної лінії. Всі чотири голівки кріпляться до горбистості великогомілкової кістки.

## Призначення
Розгинає ногу в колінному суглобі; прямий м'яз, діючи окремо, згинає ногу в тазостегновому суглобі до прямого кута.